# Leipzig osztály (könnyűcirkálók)
A Leipzig osztály egy német könnyűcirkáló-osztálynak volt az elnevezése. A Kriegsmarine két Leipzig osztályú cirkálója német városok után lett elnevezve. A Leipzig Lipcséről (Leipzig), a Nürnberg pedig Nürnbergről. A Leipzig osztályú cirkálók, a K osztályú cirkálók javított változatai voltak. Ez volt az utolsó könnyűcirkáló osztály, melyet a németek építettek. A K osztálynál alkalmazott gyakorlattal szemben, ennél az osztálynál a lövegtornyok ismét a hajó középvonalára kerültek.
Az osztály második hajója, a Nürnberg, egy kissé eltért az eredeti tervtől. A Nürnberg könnyűcirkálót a II. világháború után a Szovjetunió kapta hadizsákmányként, ott Admiral Makarov néven állította szolgálatba a Szovjet Haditengerészet. 

## ANürnbergjellemzői
- Vízkiszorítás: 9040 t
- Sebesség: 32 csomó
- Hatótávolság: 2400 tengeri mérföld, 15 csomós sebesség mellett
- Fegyverzet:
  - Kilenc db 150 mm-es ágyú
  - Nyolc db 88 mm-es ágyú
  - Két db 40 mm-es ágyú
  - Nyolc db 20 mm-es ágyú (később kicserélték 30 mm-esekre)
  - Tizenkét db 533 mm-es torpedóvető cső
  - 120 akna

## Galéria

### Leipzig

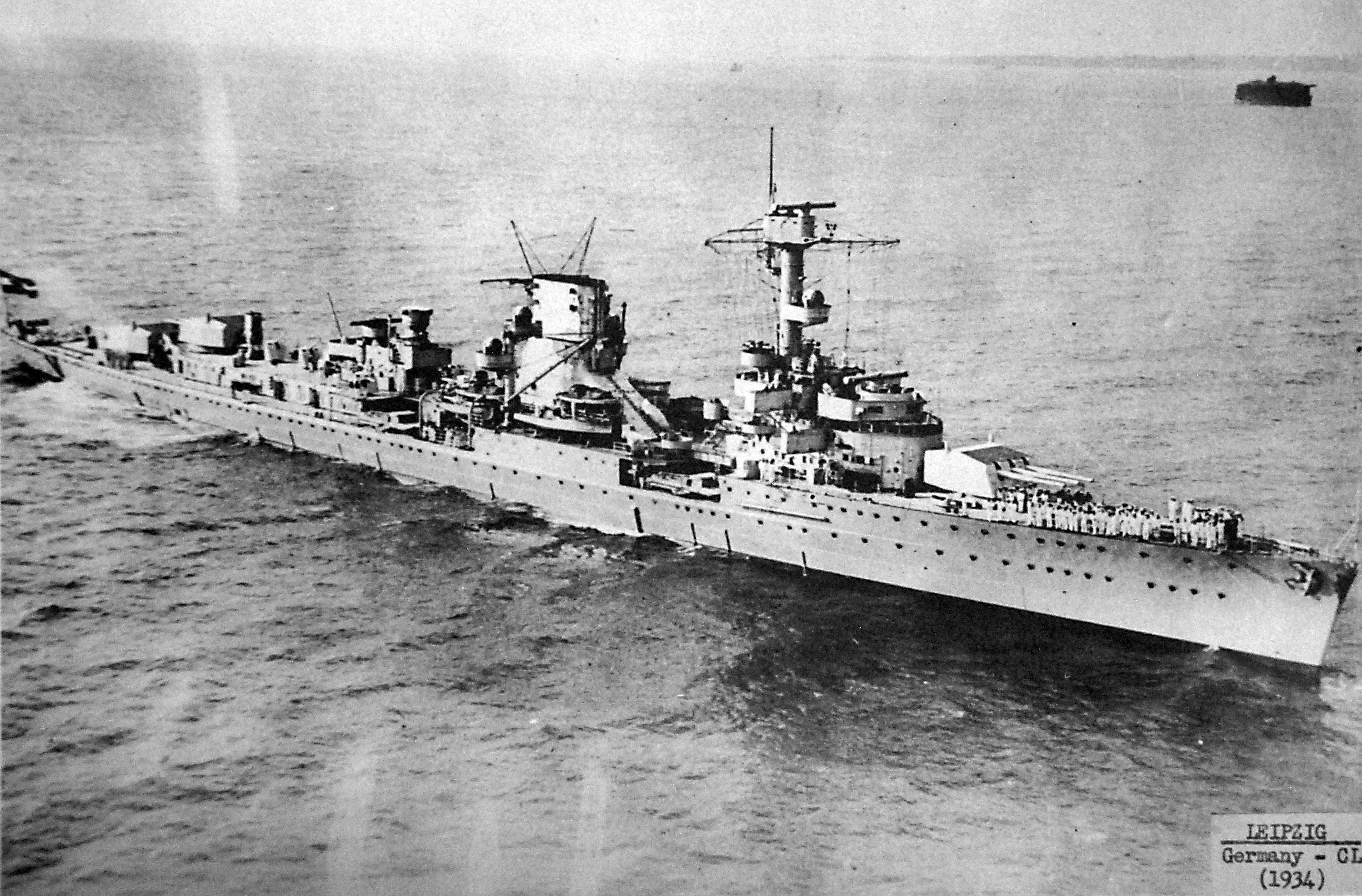
A Leipzig könnyűcirkáló 1934-ben.
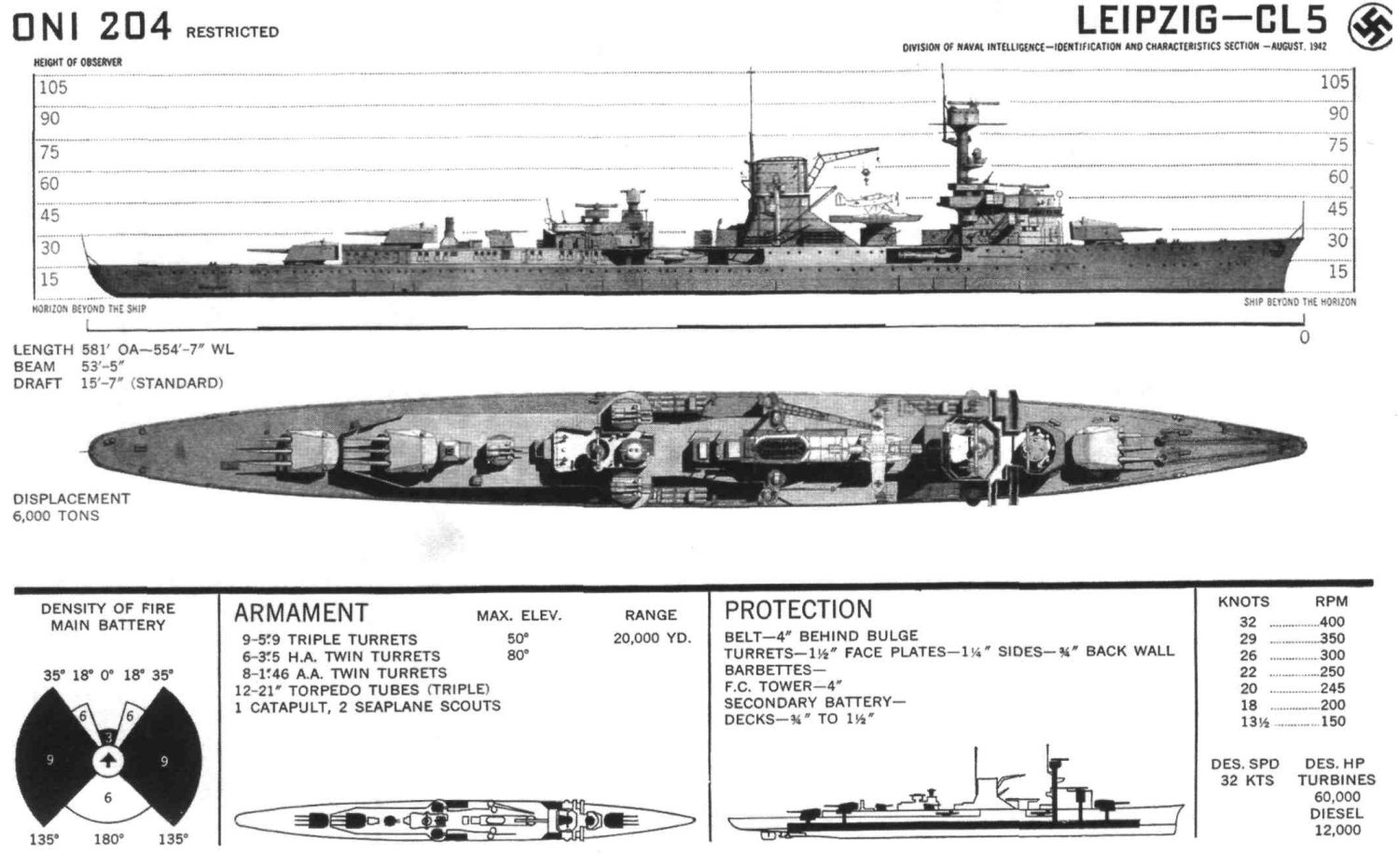
A Leipzig könnyűcirkáló azonosító rajza az amerikai haditengerészeti hírszerzés (Office of Naval Intelligence – ONI) típuskönyvéből.
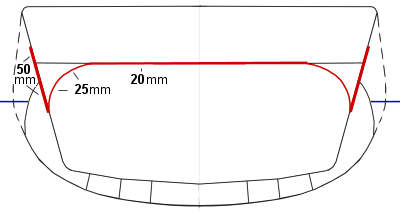
A Leipzig osztály fedélzeti és övpáncélzatának felépítését ábrázoló jellegrajz.

### Nürnberg

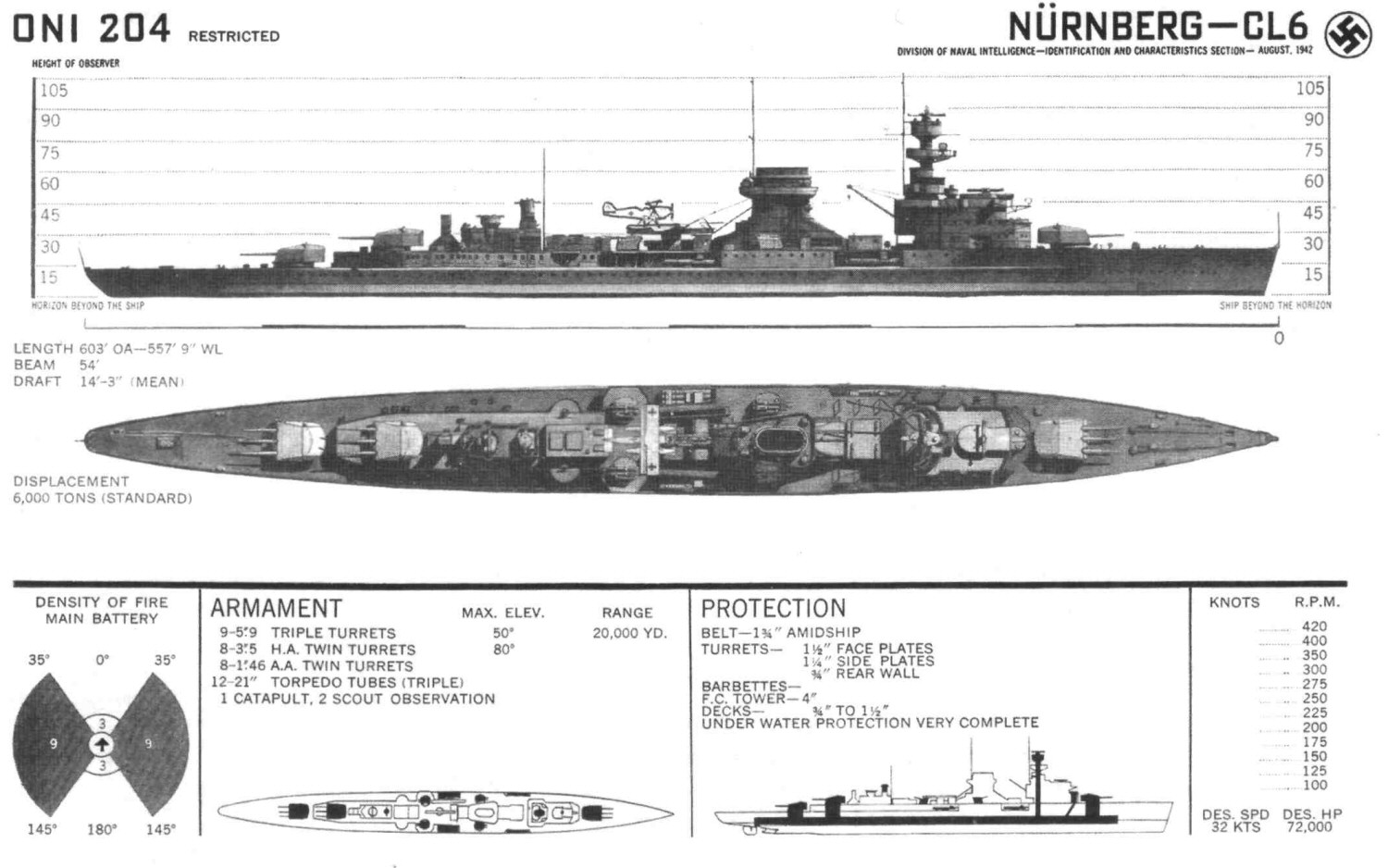
A Nürnberg könnyűcirkáló azonosító rajza az amerikai haditengerészeti hírszerzés (Office of Naval Intelligence – ONI) típuskönyvéből.
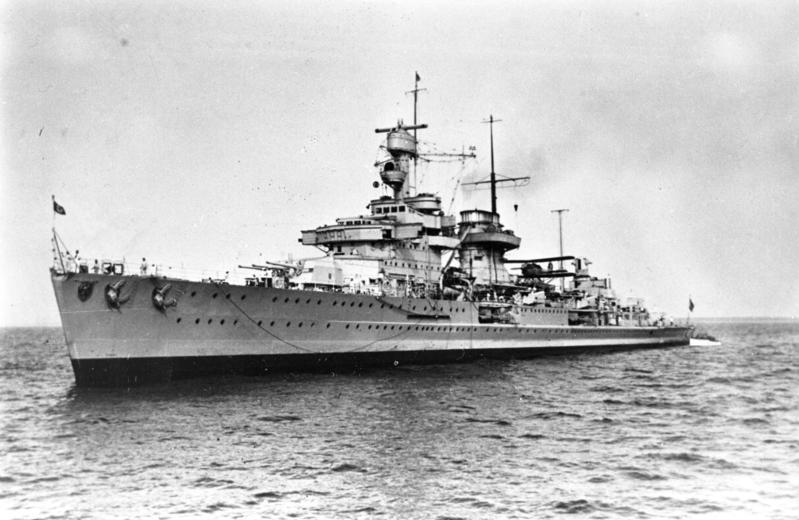
A Nürnberg könnyűcirkáló 1938-1939 táján.
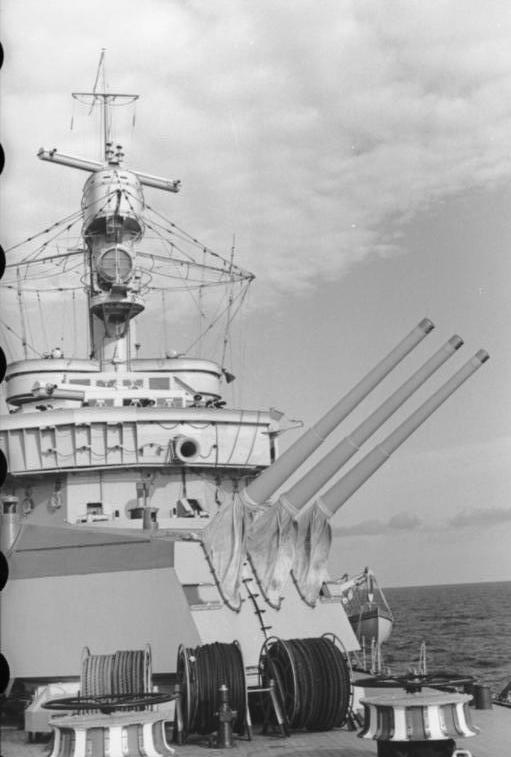
A Nürnberg könnyűcirkáló első háromágyús fő lövegtornya.
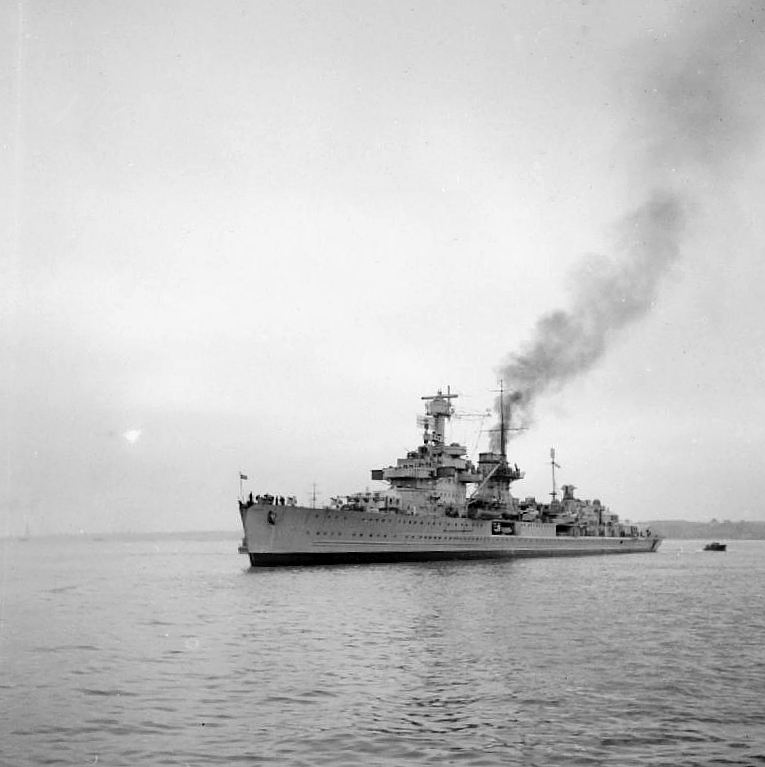
Az Admiral Makarov szovjet könnyűcirkáló 1946-ban, a korábbi Nürnberg.